# Утред (лорд Галлоуэя)
Утред Мак Фергус (ок. 1120 — 22 сентября 1174) — лорд Галлоуэя (1161—1174). Правил совместно со своим сводным братом Гилле Бригте (Гилбертом) до 1174 года.

## Биография
Старший сын Фергуса, лорда Галлоуэя (ум. 1161). Имя его матери неизвестно, но Утред, возможно, был сыном Фергуса и незаконнорождённой дочери английского короля Генриха I Боклерка (1100—1135).
В конце правления своего отца Утред был им отправлен в качестве заложника ко двору шотландского короля Малькольма IV (1153—1165). В 1161 году после смерти Фергуса его сыновья Утред и Гилле Бригте унаследовали Галлоуэй и разделили между собой отцовские владения.
В 1174 году братья Утред и Гилле Бригте, лорды Галлоуэя, участвовали в неудачном походе своего сюзерена, шотландского короля Вильгельма I Льва (1165—1214), на северные английские владения (Нортумбрия). Летом 1174 года близ Алника Вильгельм Лев был взят в плен англичанами. Братья Утред и Гилле Бригте, воспользовавшись пленением своего короля, вернулись в Галлоуэй и подняли восстание против королевской власти. Многие нормандцы и англичане были схвачены и убиты в Галлоуэе. Вскоре между братьями началась междоусобица. Утред был взят в плен, изуродован, ослеплен и убит по приказу Гилле Бригте и его сына Малькольма. После смерти старшего брата Гилле Бригте подчинил единоличной власти весь Галлоуэй.
Утред был женат на Гунхильде Данбарской, от брака с которой у него был сын Лохланн (ум. 1200) и дочь Ева, жена Уолтера де Баркли.